# 恩施市
恩施市（おんし-し）は中華人民共和国湖北省恩施トゥチャ族ミャオ族自治州に位置する県級市。

## 地理
恩施市は湖北省南西部、南清江中流に位置する。

## 歴史
後漢末まで巫県の一部であった。三国時代に沙渠県が設置された。1381年（洪武14年）に施州衛が設置され、1728年（雍正6年）に恩施県に改編された。1982年に県城関鎮及びその近郊地区に恩施市が設置された。1983年に恩施県が編入され現在に至る。
2020年7月、長江の支流である清江沿いの斜面が崩落、天然ダムが形成された。堰き止めによる湛水域の影響は同月17日、恩施市内に及び、冠水による被害が出た。

## 行政区画
- 街道：舞陽壩街道、六角亭街道、小渡船街道、金子壩街道、七里坪街道
- 鎮：竜鳳鎮、崔家壩鎮、板橋鎮、白楊坪鎮、三岔鎮、盛家壩鎮
- 郷：新塘郷、紅土郷、沙地郷、太陽河郷、屯堡郷、白果郷
- 民族郷：芭蕉トン族郷

## 交通

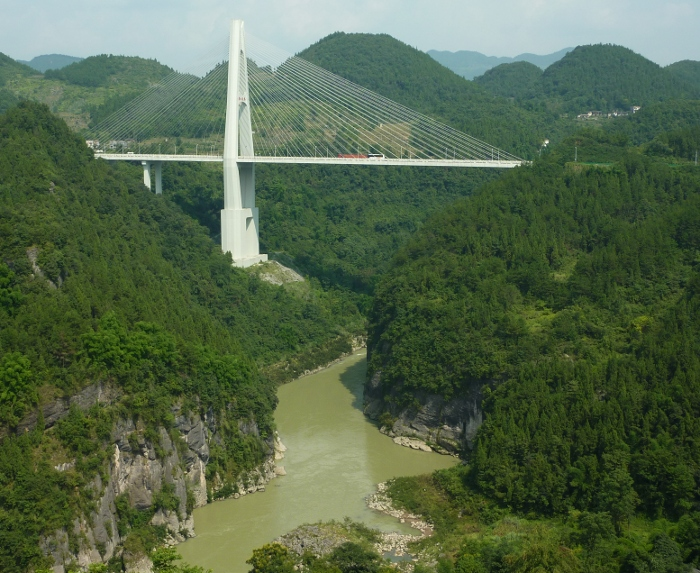
滬渝高速公路・清江大橋

- 宜万線
- 滬渝高速道路